# 瓦羅奇里區
12°08′11″S 76°14′06″W / 12.1364°S 76.2350°W
瓦羅奇里區（西班牙語：Distrito de Huarochirí），是秘魯的一個區，位於該國中南部利馬大區的瓦羅奇里省，面積249.1平方公里，海拔高度3,146米，2005年人口1,579，人口密度每平方公里6.3人。